# Angelique Rockas
Angelique Rockas , född 31 augusti 1951, är en sydafrikansk-grekisk skådespelerska och teaterproducent,
 i London. Hon grundade 1981 Internationalist Theatre  som framförde klassiska pjäser med en multikulturell skådespelarensemble. 

## Roller

### Film och TV
- Outland -  Underhåll kvinna , filmregissör Peter Hyams
- Häxor - Henrietta, filmregissör Nicolas Roeg
- Oh Babylon - Nereida, filmregissör Costas Ferris
- Emmones Idees - Fröken Ortiki, regissör Thodoros Maragos

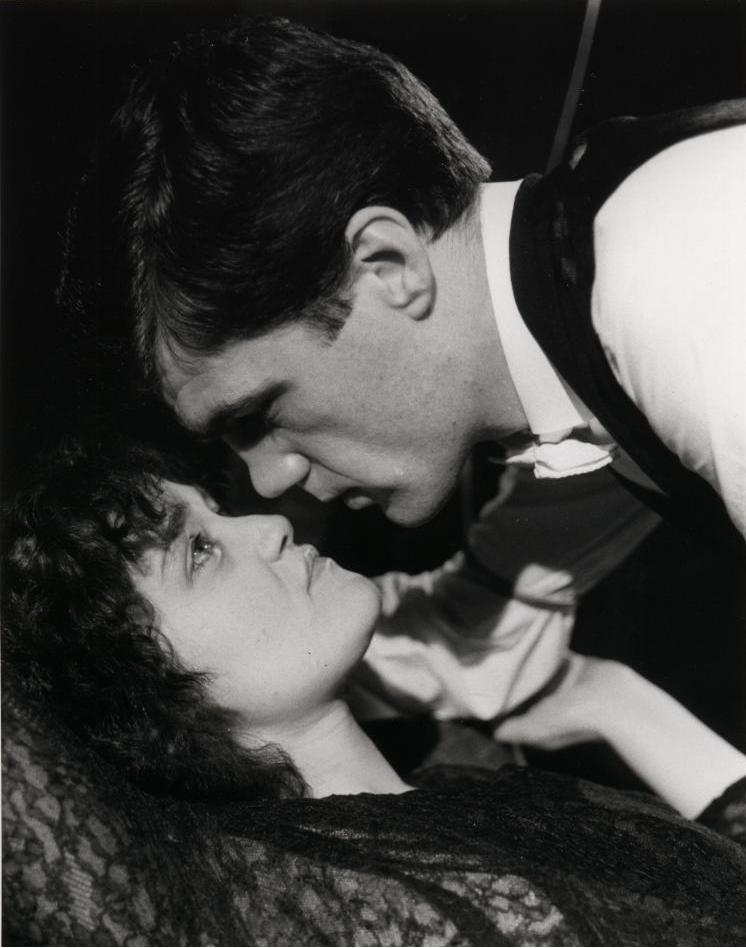
Angelique Rockas/Fröken Julie, Garry Cooper/Jean

### Teater
- Medea av Euripides[44]

- Fröken Julie av August Strindberg,[47][48] översättare, Michael Meyer.

- El Campo av Griselda Gambaro - Emma.[49][50] [51] [52][53]
- Le balcon av Jean Genet - Carmen. [54].
- Mor Courage och hennes barn av Bertolt Brecht - Yvette.[55]
- I baren på ett Tokyo-hotell av Tennessee Williams - Miriam.[56][57]
- Det är synd att hon är en hora av John Ford - Annabella, regissör Declan Donnellan.[58][59][60]